# Extractivisme

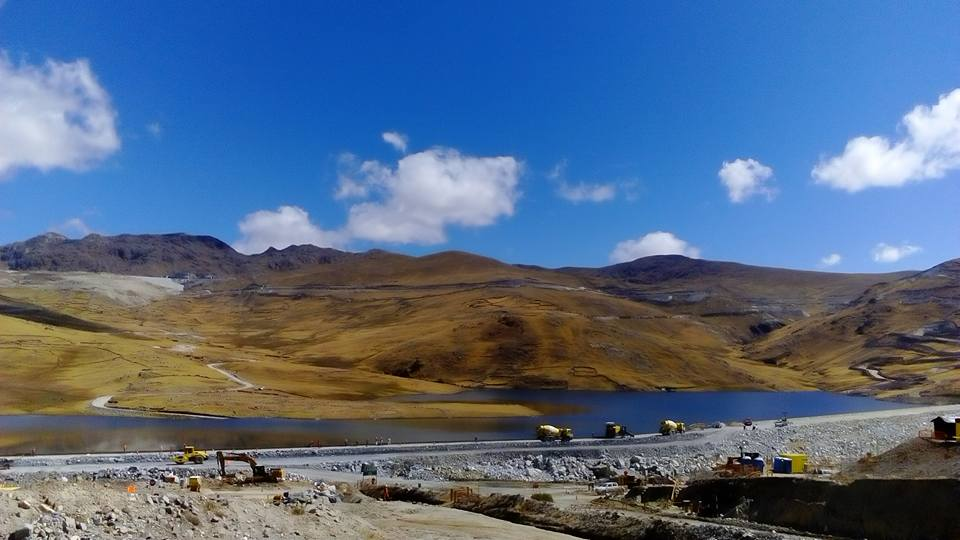
Exemple d'extractivisme a la Mina Las Bambas al Perú

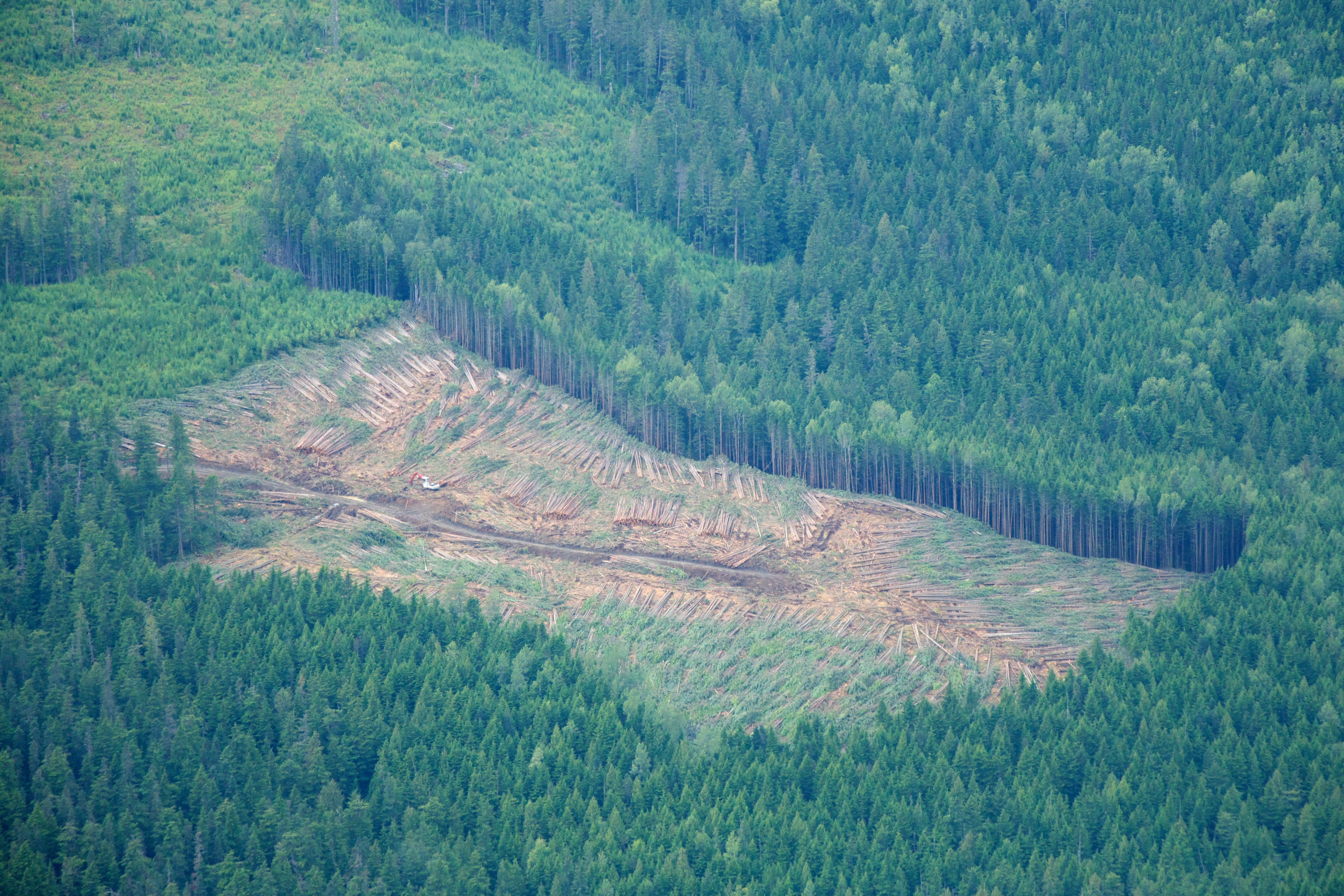
Exemple de desforestació al Canadà

L'extractivisme és el procés d'extracció de recursos naturals de la Terra per a vendre'ls al mercat mundial. Existeix en aquelles economies que depenen principalment de l'extracció i l'eliminació dels recursos naturals que es consideren valuosos per a l'exportació. Alguns exemples de recursos que s'obtenen a través de l'extracció són l'or, els diamants, la fusta i el petroli. Aquest model economicista s'ha generalitzat en molts països d'Amèrica Llatina, tot i que cada vegada és més prominent en altres regions.
Molts actors estan involucrats en els processos extractivistes; entre d'altres, els membres de la comunitat, les corporacions transnacionals i els diferents governs. Els estudis acadèmics han demostrat que els països no solen extreure els seus propis recursos i l'extracció sovint es realitza per iniciativa d'agents estrangers. Aquestes interaccions han contribuït al fet que l'extractivisme arreli en l'ordre hegemònic del capitalisme global. L'extractivisme és una pràctica controvertida perquè existeix en la intersecció conflictiva on es troben el creixement econòmic i la conservació ambiental. Aquesta intersecció es coneix amb el nom d'economia verda. L'extractivisme ha evolucionat arran de les transaccions econòmiques neoliberals per a convertir-se en una via de desenvolupament primària-exportadora.
Accedir a nous jaciments és cada cop més car i difícil; això fa que grups ambientalistes, sindicals i sectors acadèmics es coordinin per fer front a l'extracció de petroli mitjançant el fracking, partint de la necessitat constatada que cal fer una transició energètica que deixi enrere els combustibles fòssils.

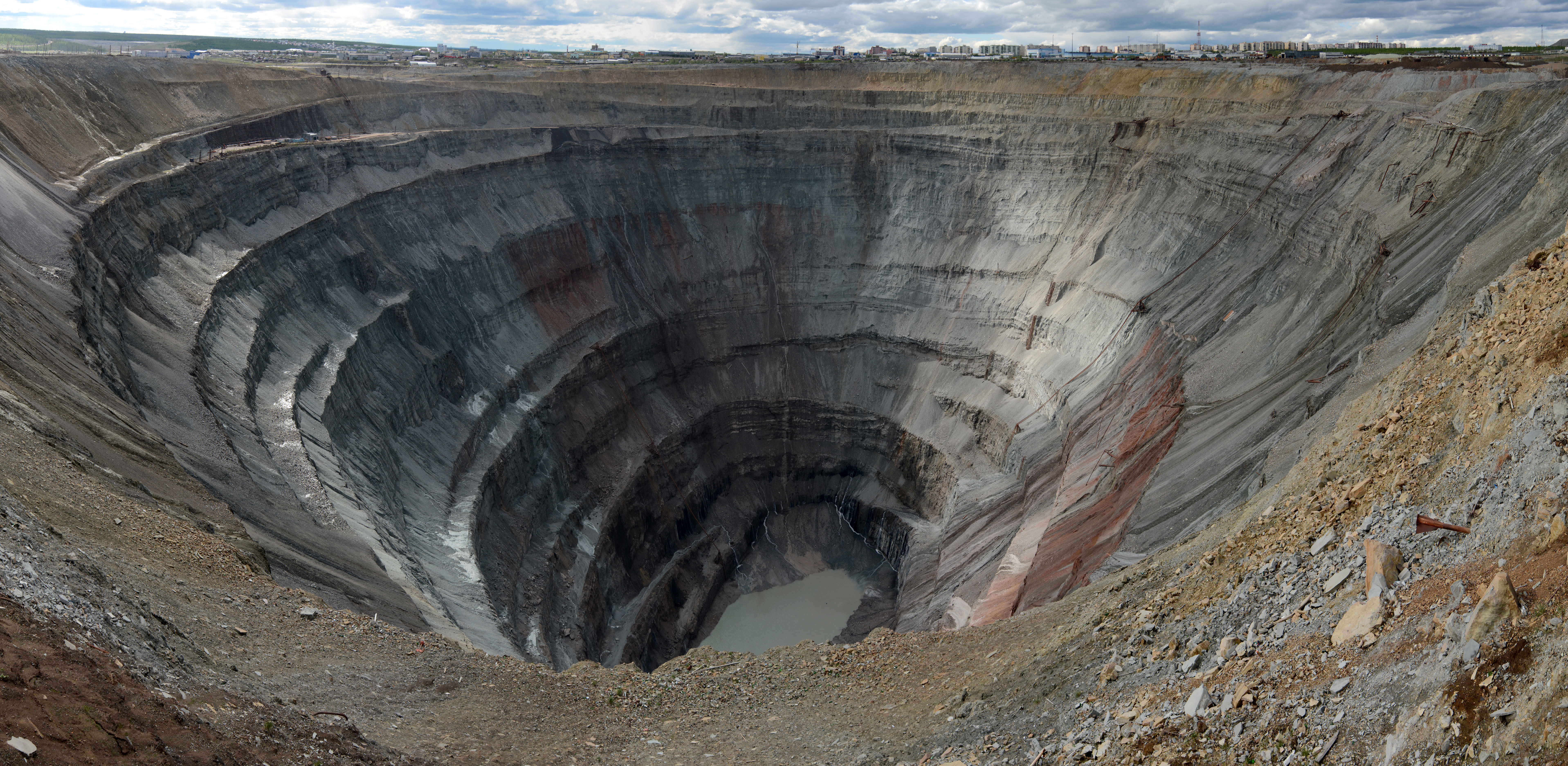
Mina de diamants a cel obert a Mirni

No obstant els seus beneficis econòmics són substancials, l'extractivisme com a model de desenvolupament sovint és criticat per no brindar la millora de les condicions de vida que promet i per no treballar en col·laboració amb els programes de prevenció ja existents, fet que ocasiona conseqüències nefastes en termes ambientals, socials i polítics. Aquestes preocupacions ambientals inclouen el canvi climàtic, la contaminació del sòl, la desforestació, la pèrdua de la sobirania alimentària, la disminució de la biodiversitat i la contaminació de l'aigua. Les implicacions socials i polítiques inclouen la violació dels drets humans, les condicions laborals insegures, la desigual distribució de la riquesa i el conflicte armat. Com a resultat d'això, l'extractivisme segueix essent un tema de debat present en el discurs polític, perquè, si bé ofereix notables plusvàlues econòmiques, planteja també preocupacions socials i ambientals.